# هانا فرم
هانا فرم (به انگلیسی: Hanna Ferm) (زاده ۲۳ اکتبر ۲۰۰۰) خواننده سوئدی است.